# サンバースト倶楽部
サンバースト倶楽部（サンバーストクラブ ）は、2014年に結成された日本の歌謡曲バンド。バンド名はメンバーの所有するギターの塗装色がサンバーストであったことが由来となっている。またメンバー数は不定で最小1人から最大数十人とライブにより変化する。

## 来歴
2014年にメンバーのカズヤとマサヒロの二人が「歌謡曲を爆発させろ」と云う意識のもと高円寺のスナックにて結成。
2015年6月、1st-EP『サンバースト倶楽部』をリリースし、その後レーベルsunburst recordsを設立する。
2017年2月、2nd-EP『ミッコのテーマ』をリリース。

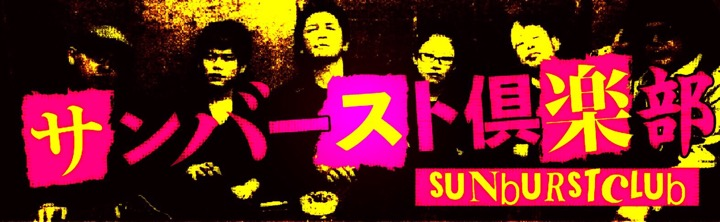

2018年12月 マサヒロ脱退